# Lista de prêmios e indicações recebidos por Soundgarden
Esta é uma lista dos prêmios e indicações recebidos pelo Soundgarden, uma banda estado-unidense de rock alternativo/grunge formada em Seattle, Washington em 1984 pelo vocalista e baterista Chris Cornell, o guitarrista Kim Thayil, e o baixista Hiro Yamamoto. Matt Cameron se tornou o baterista permanente da banda em 1986 e o baixista Ben Shepherd substituiu Yamamoto permanentemente em 1990. Soundgarden lançou seu álbum début, Ultramega OK, em 1988 pela SST Records. O álbum gerou a primeira indicação da banda à um grande prêmio, um Grammy Award, em 1990. Em 1989, a banda lançou seu primeiro álbum por uma grande gravadora, Louder Than Love. O terceiro álbum da banda, Badmotorfinger, lançado em 1991, foi indicado para um Grammy Award por "Best Metal Performance" em 1992.
Soundgarden lançou seu álbum sucessor, Superunknown, em 1994, fazendo a banda chegar ao mainstream. O álbum foi indicado para um Grammy Award por "Best Rock Album" em 1995. Dois singles de Superunknown, "Black Hole Sun" e "Spoonman", ganharam Grammy Awards, e o videoclipe para "Black Hole Sun" venceu um MTV Video Music Award e um Clio Award. Superunknown foi classificado como número 336 na lista de 500 maiores álbuns de todos os tempos da revista Rolling Stone, e "Black Hole Sun" foi classificado na 25ª posição na lista da VH1 de 100 maiores canções dos anos 90. A banda lançou seu quinto e último álbum de estúdio, Down on the Upside, em 1996. Em 1997, Soundgarden recebeu outra indicação para o Grammy, pelo single "Pretty Noose". O Soundgarden terminou oficialmente em 1997. A banda foi colocada na 14ª posição na lista de 100 maiores artistas do hard rock, da VH1.

## Clio Awards
Os Clio Awards são entregues anualmente. Soundgarden recebeu um prêmio a partir de uma indicação.
| Ano  | Recipiente       | Categoria                              | Resultado |
| ---- | ---------------- | -------------------------------------- | --------- |
| 1995 | "Black Hole Sun" | Silver Award - Alternative Music Video | Venceu    |

## Grammy Awards
Os Grammy Awards são entregues anualmente pela National Academy of Recording Arts and Sciences. Soundgarden recebeu dois prêmios a partir de oito indicações.
| Ano  | Recipiente               | Categoria                  | Resultado |
| ---- | ------------------------ | -------------------------- | --------- |
| 1990 | Ultramega OK             | Best Metal Performance     | Indicado  |
| 1992 | Badmotorfinger           | Best Metal Performance     | Indicado  |
| 1993 | "Into the Void (Sealth)" | Best Metal Performance     | Indicado  |
| 1995 | "Black Hole Sun"         | Best Hard Rock Performance | Venceu    |
| 1995 | "Black Hole Sun"         | Best Rock Song             | Indicado  |
| 1995 | "Spoonman"               | Best Metal Performance     | Venceu    |
| 1995 | Superunknown             | Best Rock Album            | Indicado  |
| 1997 | "Pretty Noose"           | Best Hard Rock Performance | Indicado  |

## MTV Video Music Awards
Os MTV Video Music Awards são entregues anualmente pela MTV. Soundgarden recebeu um prêmio a partir de uma indicação.
| Ano  | Recipiente       | Categoria                  | Resultado |
| ---- | ---------------- | -------------------------- | --------- |
| 1994 | "Black Hole Sun" | Best Metal/Hard Rock Video | Venceu    |

## Prêmios e homenagens diversas
| Ano  | Trabalho            | Prêmio/Homenagem                                        | Nomeador          |
| ---- | ------------------- | ------------------------------------------------------- | ----------------- |
| 1989 | "Flower"            | Singles do Ano (#31)                                    | Spex              |
| 1994 | "Black Hole Sun"    | Singles do Ano (#15)                                    | Spex              |
| 1995 | Superunknown        | Os 100 Melhores Álbuns de 1991-1995 (#49)               | Muziekkrant OOR   |
| 1998 | Badmotorfinger      | 100 Álbuns Que Você Tem Que Ouvir Antes de Morrer (#25) | Kerrang!          |
| 1998 | Superunknown        | 100 Álbuns Que Você Tem Que Ouvir Antes de Morrer (#70) | Kerrang!          |
| 1998 | Superunknown        | Os 90 Maiores Álbuns dos Anos 90 (#18)                  | Alternative Press |
| 1999 | Superunknown        | Top 90 Álbuns dos Anos 90 (#70)                         | Spin              |
| 2000 | Soundgarden         | 100 Maiores Artistas do Hard Rock (#14)                 | VH1               |
| 2002 | Badmotorfinger      | Os 69 Maiores Álbuns de Metal de Todos os Tempos (#26)  | Revolver          |
| 2002 | "Black Hole Sun"    | 100 Maiores Singles de Todos os Tempos (#49)            | Kerrang!          |
| 2002 | "Jesus Christ Pose" | 100 Maiores Singles de Todos os Tempos (#95)            | Kerrang!          |
| 2003 | "Black Hole Sun"    | As 1001 Melhores Canções de Todas (#543)                | Revista Q         |
| 2003 | Superunknown        | Os 500 Maiores Álbuns de Todos os Tempos (#336)         | Rolling Stone     |
| 2005 | "Jesus Christ Pose" | A Coleção de Músicas Definitiva                         | Revista Q         |
| 2005 | Superunknown        | 100 Maiores Álbuns, 1985–2005 (#84)                     | Spin              |
| 2006 | Badmotorfinger      | 100 Maiores Álbuns de Guitarra de Todos os Tempos (#45) | Guitar World      |
| 2006 | "Black Hole Sun"    | Os 100 Solos de Guitarra Mais Quentes (#56)             | Total Guitar      |
| 2007 | "Black Hole Sun"    | 100 Maiores Solos de Guitarra (#63)                     | Guitar World      |
| 2007 | "Black Hole Sun"    | 100 Maiores Canções dos Anos 90 (#25)                   | VH1               |
| 2008 | "Black Hole Sun"    | 100 Maiores Canções de Hard Rock (#77)                  | VH1               |